# Geladeiras em Ação
Geladeiras em Ação é um Reality produzido pela Globo para o GNT e exibido desde 9 de maio de 2024. Apresentado por Claude Troisgros e com exibição nas quintas-feiras a noite, A atração tem o seguinte conceito: "Um programa de competição gastronômica em que três cozinheiros têm que fazer café da manhã, almoço e jantar com os ingredientes de uma geladeira.
"Cada um dos 10 episódios do Geladeiras em Ação vai desafiar os competidores em uma modalidade diferente de gastronomia.
Os ingredientes de cada episódio variam e as dificuldades também. No café da manhã, entre as provas estão fazer café pra servir na cama, piquenique, café da manhã de hotel, entre outras. Essa primeira etapa não é eliminatória, mas garante ao vencedor uma vantagem.
Já no almoço, alguns dos desafios são comida em marmita, servir na travessa um prato da nonna, cozinhar com sabores ácidos e texturas crocantes, criar um PF. E é depois dessa refeição que um dos três competidores é eliminado.
Na prova do jantar, os dois finalistas têm que se enfrentar em desafios como jantar romântico, na cumbuca, noite light ou noite de petiscos. E só um dos dois vai sair vencedor, conquistando o troféu Pinguim de Ouro." 
1. ↑  https://www.estadao.com.br/cultura/gilberto-amendola/claude-troisgros-comandara-geladeiras-em-acao-novo-reality-do-gnt/
2. ↑  https://globoplay.globo.com/geladeiras-em-acao/t/JRNdVQrNNh/
3. ↑  https://receitas.globo.com/receitas-da-tv/geladeiras-em-acao/geladeiras-em-acao-conheca-o-novo-programa-do-claude-troisgros.ghtml